# イリガン
イリガン市（英語: Iligan City）は、フィリピン南部ミンダナオ島北ミンダナオ地方（Northern Mindanao, Region X）のラナオ・デル・ノルテ州に属する都市で、州都がトゥボッドになる前の州都だった。人口399,061人、世帯数57,179（2000年国勢調査）は、ミンダナオ島北部ではカガヤン・デ・オロに次ぐ多さ。面積は775.76km2、西はイリガン湾に面している。44のバランガイから構成される。

## 概要
「堂々たる滝の都市」（Majestic Waterfalls）の異名どおり、イリガン市の内外には20以上の滝がある。その中でも大きな滝は、ミンダナオ最大の水力発電所があるマリア・クリスティナ滝（Maria Cristina Falls）、およびアジアでも高さ最大級の滝・リモンソダン滝（Limonsodan Falls、高さ870フィート / 265m）である。
イリガン市は、フィリピン南部の工業の中心地でもある。イリガン湾に注ぐアグス川水系に国営電力公社（National Power Corporation、NAPOCOR）が設置した多くの水力発電所によりミンダナオ島全域に電気を供給している。また鉄、スズ、パルプ、紙、製粉などの工場もある。公営企業ナショナル・スチール・コーポレーションが運営するフィリピン最大、東南アジア最大級のイリガン製鉄所は、経営悪化による1999年の閉鎖後、インドのISPATに買収され大規模改修を経て、2003年にグローバル・スチールワークス（Global Steelworks Philippines Inc）として再稼動した。イリガンは近接するカガヤン・デ・オロとともにカガヤン＝イリガン回廊を形成し、北部ミンダナオで最も経済的成長の早い地域となっている。
西のイリガン湾はフェリーやコンテナ船による輸送の拠点になっている。市の東部は平坦な海岸沿いの平野で耕地になっており、その先は険しい火山性の山岳地帯で、雨も多く春の涼しい場所になっている。
イリガンは台風の通り道の外にあたり年間を通して気候変化が少ない。年平均気温は22度、月平均降水量は109mmである。

## 文化
イリガンは水力資源や工業だけでなく、文化の面でも豊かな都市である。南のラナオ・デル・スル州のマラナオ人や、近隣のヒガオノン人やブキドノン人、その他フィリピンの北部・中部からの大量の入植者の文化が混合している。
イリガンはキリスト教徒がほとんどを占めている（人口の93.61%）。イリガンの住民はムスリムの地元マラナオ人とフィリピン中部のキリスト教徒のセブアノ語話者の混合で、フィリピン北部のタガログ語話者や、その他地元少数民族や他地方の移民は少数派である。
市の人口の93%はセブアノ語を話す。残りはタガログ語、マラナオ語、イロンゴ語、イロカノ語、チャバカノ語、ワライ語を使う。市民のほとんどは英語も話す。

## 歴史
イリガンの起源は現在のポブラシオン（Poblacion）地区の2.5km北にあったバユーグ（Bayug）の村にある。ここはスペイン植民地化前、マラガト族（Maragat、ヒガオノン人）の名で知られていた海の民の居住地だった。16世紀後半、先住民はヴィサヤ諸島のボホール島沖にあったパングラオ王国（Panglao）からの移住者によって征服されてしまった。
イエズス会士の歴史家フランシスコ・コンベス（Francisco Combes）によれば、モルッカ諸島のテルナテ王国がパングラオを攻め、多くの人々がミンダナオ島西北部、現在のサンボアンガ・デル・ノルテ州のダピタン（Dapitan）に逃れた。1565年、ダピタンで、パングラオ王国の生き残りの王子パグブアヤ（Pagbuaya）はフィリピン征服途上のミゲル・ロペス・デ・レガスピに出会い、その後息子マノーク（Manook）はキリスト教徒として洗礼を受けペドロ・マヌエル・マノークとなった。マノークはバユーグのヒガオノン人の村を征服し、ここにキリスト教徒の入植地を建設した。彼らは神と守護聖人ミカエルを信仰し、入植地を攻撃から守り、後にバユーグからイリガンに移転した。イリガンの名の由来はヒガオノン語で「守りの要塞」を意味する"iligan" または "ilijan"から来ており、海賊や他部族からの攻撃に耐えてきた。
1850年に大洪水が起こり、イリガンの指導者ドン・レミギオ・カビリ（Don Remigio Cabili）は別の要塞を作った。トゥボド川（Tubod）河口の、現在のオールド・マーケットの西にあった古いイリガンは、こうして現在の町の中心付近に移った。
聖フランシス・ハビエル要塞という名の石の砦は1642年、イリガンの人々が襲撃から逃れる場所を探していたときに築いたものであったが、要塞は洪水で水浸しになり、ビクトリア要塞またはコタ・デ・イリガン（Cota de Iligan）と呼ばれる要塞が出来た。
スペイン人支配者達は1899年にイリガンを放棄し、1900年にアメリカ軍が上陸した。この地はモロ州（1903年 - 1913年）の一部となったが、1914年、モロ地方の再編でイリガンは8つの村落が集まった町となった。太平洋戦争中の1942年、日本軍はイリガンを占領したが、1944年に撤退した。1944年11月15日、市民は日本軍からの解放を祝いコモンウェルス・デーのパレードを行った。
イリガンは1950年6月16日、町の時と同じ領域のままでラナオ・デル・ノルテ州の市（chartered city）になった。1963年、フィリピン政府は「経済社会総合開発5ヵ年計画」を開始した。ミンダナオ島北部にイリガン製鉄所を建設する計画が立案され、イリガンは南部の産業都市となった。
2017年5月23日、マラウィ市で、イスラム系武装組織とフィリピン治安部隊の戦闘が激化。同日中にはミンダナオ島全域で戒厳令が発令されている。イリガン市には、マラウィ市からの避難民が押し寄せている。

## 主な企業
- National Power Corporation (国営電力公社、NAPOCOR) — ミンダナオ島の電源基地。急峻なアグス川水系にアグス4、アグス6、アグス7など、多数の水力発電設備を有する。アグス6は1950年に稼動した。

- National Steel Corporation (国営製鉄公社、現在のグローバル・スチール・フィリピン株式会社 Global Steel Philippines Incorporated) — アセアン有数の製鉄所。1.4平方kmの敷地に広がる。1980年代に日本の円借款などで拡大したが、後の経営難でインド系製鉄会社のもと再生された。ビレットや熱延コイル、冷延コイル、薄板などを生産する。3,800人以上が働く。

- Mabuhay Vinyl Corporation (マブハイ・ビニール) — 1935年、マニラのマブハイ・ゴム靴会社の一族が建設した。現在の工場は1964年に建設され、1965年に稼動した。石鹸、テキスタイル、殺虫剤、爆発物、ポリエステル、靴など様々な用途に使われる化学物質を製造している。

- その他ココナツ油、食品、セメントなど多くの工場が戦後稼動している。

## 姉妹都市
- カガヤン・デ・オロ、フィリピン
- マカティ、フィリピン
- ディポログ、フィリピン
- ブトゥアン、フィリピン